# Parafia Świętej Rodziny w Bydgoszczy
Parafia pw. Świętej Rodziny w Bydgoszczy – rzymskokatolicka parafia w Bydgoszczy, erygowana w 1984 roku. Mieści się na osiedlu Piaski. Należy do dekanatu Bydgoszcz I. Na terenie parafii znajduje się Sanktuarium Zawierzenia i Szensztacki Instytut Sióstr Maryi.